# Dytiscus marginalis
Dytiscus marginalis és una espècie de coleòpter adèfag de la família dels ditíscids comú a les aigües dolces d'Europa, incloent-hi Catalunya.

## Descripció
Té el cos ample i té forma ovada. Fa uns 2,7-3,5 cm de llargada. Per sobre és de color marró fosc verdós, amb els marges clars i per sota és marró grogós. El mascle té els èlitres llisos i la femella els té amb línies longitudinals molt evidents. Les potes posteriors són més llargues, estan aplanades i tenen llargs pèls; estan adaptades per nedar. Té dues antenes primes i llargues. El cap està com encongit dins del cos.

## Hàbitat i alimentació
En general viuen en aigües tranquil·les i netes, riques en plantes aquàtiques (basses, rierols) i surten de nit per volar. Tant l'adult com les larves són depredadors i habitualment cacen cucs, capgrossos, petites granotes, peixets, etc.

## Costums
Els adults es mouen nedant entre la vegetació aquàtica. Es passen moltes estones movent-se pel fons, buscant preses per capturar. Són molt actius i neden constantment gràcies a les potes posteriors que actuen com rems. Malgrat els seus costums aquàtics, són bons voladors i poden desplaçar-se d'una bassa a una altra i canviar de lloc si s'asseca la seva bassa. Els èlitres són les ales anteriors modificades per enduriment, les quals serveixen també com a protecció per les ales posteriors que estan immediatament per sota i que serveixen per a volar.

## Reproducció
Els mascles tenen unes ventoses a les potes anteriors per subjectar la femella durant l'aparellament. Es reprodueix per ous. Durant la primavera la femella pon molts ous i amb un tub especial que té els va introduint a les tiges i a les fulles de les plantes aquàtiques, sobre fusta podrida damunt la superfície de l'aigua, o bé a la molsa a les vores humides.
Al cap d'un temps neixen les larves que són voraces depredadores; tenen unes fortes mandíbules que claven a d'altres larves aquàtiques i a amfibis, dels quals s'alimenten xuclant-los.
Al cap d'uns 3 mesos surten de l'aigua i fabriquen una mena de cova subterrània on es transformen en pupes abans de convertir-se en adults.